# Violetta (álbum)
Violetta é o primeiro álbum da telenovela do Disney Channel,  Violetta, que foi gravado durante a primeira temporada da telenovela. A primeira música foi "En Mi Mundo" que foi lançada no dia 5 de abril de 2012 com seu vídeo oficial na América Latina. Lançado na América Latina em 5 de junho de 2012, na Itália em 12 de outubro de 2012 com 16 músicas e depois no Brasil em 20 de outubro de 2012.

## Produção
O álbum foi gravado durante as filmagens da primeira temporada da série de televisão. O primeiro single foi "En Mi Mundo" publicado em 5 de abril de 2012 com o vídeo oficial, e, posteriormente, outros singles do álbum foram liberados.

## Lançamentos
Postado em América Latina no dia 5 de junho de 2012, na Itália, em 12 de outubro de 2012 e 16 faixas, duas a mais que o original, no Brasil em 20 de outubro de 2012 e 15 faixas, uma a mais que o original. Na Espanha, foi publicado em 20 de novembro de 2012..
Para promover o álbum, na Itália o ator Ruggero Pasquarelli encontrou com fãs no Mondadori, em Milão, em 27 de outubro de 2012.

## Faixas

### Edição para América Latina
| CD  | |         |  |
| N.º | Título | Duração |  |
| 1.  | "En mi mundo" (Martina Stoessel)                                                                                     | 3:32    |  |
| 2.  | "Algo suena en mi" (Facundo Gambandé, Lodovica Comello e Candelaria Molfese)                                         | 2:14    |  |
| 3.  | "Destinada a brillar" (Mercedes Lambre)                                                                              | 1:44    |  |
| 4.  | "Te creo" (Martina Stoessel)                                                                                         | 3:59    |  |
| 5.  | "Voy por ti" (Jorge Blanco)                                                                                          | 2:26    |  |
| 6.  | "Juntos somos más" (Mercedes Lambre, Facundo Gambandé, Lodovica Comello e Candelaria Molfese)                        | 2:57    |  |
| 7.  | "Entre tú y yo" (Pablo Espinosa)                                                                                     | 3:24    |  |
| 8.  | "Are you ready for the ride?" (Facundo Gambandé, Jorge Blanco, Nicolás Garnier, Rodrigo Velilla e Samuel Nascimento) | 2:53    |  |
| 9.  | "Dile que si" (Jorge Blanco, Nicolás Garnier e Rodrigo Velilla)                                                      | 3:01    |  |
| 10. | "Junto a ti" (Lodovica Comello e Martina Stoessel)                                                                   | 2:42    |  |
| 11. | "Tienes todo" (Martina Stoessel e Pablo Espinosa)                                                                    | 3:49    |  |
| 12. | "Veo veo" (Candelaria Molfese, Martina Stoessel e Lodovica Comello)                                                  | 2:32    |  |
| 13. | "Habla si puedes" (Martina Stoessel)                                                                                 | 3:33    |  |
| 14. | "Ven y canta" (Elenco de Violetta)                                                                                   | 2:49    |  |

### Edição para Itália
| CD  |                                    |         |  |
| N.º | Título                             | Duração |  |
| 15. | "Nel mio mondo" (Martina Stoessel) | 3:32    |  |
| 16. | "Ti credo" (Lodovica Comello)      | 3:59    |  |

### Edição para Brasil
| CD  |                              |         |  |
| N.º | Título                       | Duração |  |
| 15. | "Pelo Mundo" (Mayra Arduini) | 1:04    |  |

## Charts
| Paradas Musicais              | Melhor Posição |
| ----------------------------- | -------------- |
| Alemanha (Offizielle Top 100) | 38             |
| Áustria (Ö3 Austria)          | 20             |
| Bélgica (Ultratop Flanders)   | 41             |
| Bélgica (Ultratop Wallonia)   | 22             |
| Brasil (Pro-Musica Brasil)    | 28             |
| Espanha (PROMUSICAE)          | 2              |
| França (SNEP)                 | 15             |
| Holanda (MegaCharts)          | 80             |
| Hungria (MAHASZ)              | 6              |
| Itália (FIMI)                 | 1              |
| Polônia (ZPAV)                | 3              |
| Portugal (AFP)                | 1              |

## Certificações
| País                                                                        | Certificação | Certificed Units/Vendas |
| --------------------------------------------------------------------------- | ------------ | ----------------------- |
| Argentina (CAPIF)                                                           | 4× Platina   | 180,000^                |
| Brasil (Pro-Musica Brasil)                                                  | Ouro         | 20,000^                 |
| Chile (IFPI Chile)                                                          | Ouro         | 5,000^                  |
| Colômbia (APDIF)                                                            | Ouro         | 10,000^                 |
| Espanha (PROMUSICAE)                                                        | Platina      | 40,000^                 |
| Itália (FIMI)                                                               | Platina      | 50,000^                 |
| Polônia (ZPAV)                                                              | 2× Platina   | 40,000^                 |
| Uruguai (CUD)                                                               | Platina      | 4,000^                  |
| Venezuela (APROFON)                                                         | Platina      | 10,000^                 |
| ^apenas com base na certificação ‡vendas+streaming com base na certificação |              |                         |